# السوق المركزي القديم (حارة)

تعديل مصدري - تعديل

السوق المركزي القديم إحدى حارات مدينة القاعدة بمحافظة إب، بلغ تعداد سكانها 1837 نسمة حسب تعداد اليمن لعام 2004.